# Lambert (eenheid)
De lambert is een verouderde eenheid voor luminantie met eenheidssymbool L. De lambert is genoemd naar Johann Heinrich Lambert. Een andere verouderde eenheid voor luminantie is de stilb (sb). Zowel de lambert als de stilb zijn geen SI-eenheden De overeenkomstige SI-eenheid is de candela per vierkante meter (cd/m²). Het onderlinge verband is:
{\displaystyle 1\,{\text{L}}={\frac {10^{4}}{\pi }}\ {\text{cd/m²}}}
Aangezien {\displaystyle 1\,{\text{sb}}=1\,{\text{cd/cm²}}}, is
{\displaystyle 1\,{\text{L}}={\frac {1}{\pi }}\,{\text{sb}}}